# Pedro Luro
Pedro Luro est une localité argentine située dans le partido de Villarino, dans la province de Buenos Aires.

## Histoire

### Fortín Colorado
Pendant la première campagne du désert, le 12 mai 1833, Juan Manuel de Rosas a formé un camp — à 3 km à l'est du futur et actuel Fortín Mercedes — et l'a déplacé le 19, à quelque 20 km en aval, afin de former un guet avec une garnison de 50 hommes dans les environs du Médano Redondo (colline Clemente López) où devait être laissé un mât avec le drapeau de la Confédération argentine, sur la rive nord du río Colorado — à 30 km au sud de l'actuel Pedro Luro — et à 20 miles de l'embouchure du même fleuve, qu'ils ont appelé Fortín Colorado,.
En 1850, le rio Colorado a détourné son cours et ce fort a été laissé au sud. Il a continué à fonctionner pendant la durée du gouvernement de Rosista, mais lorsque celui-ci a été renversé le 3 février 1852, il a été abandonné et est resté debout jusqu'à ce qu'il soit réoccupé. C'est ce qui s'est produit en 1856, lorsqu'une nouvelle garnison est arrivée, avec José Castiglione à la tête du fort. Ce dernier, le 20 novembre, a ordonné que les « chasquis » et les visiteurs s'annoncent en plaçant un mouchoir ou un poncho blanc sur le mât de Médano Redondo et qu'ils attendent que le fort hisse le drapeau national signifiant qu'ils ont été vus.
Deux ans plus tard, Fortín Colorado sera déplacé sur un autre site, qui, dix-sept ans plus tard, changera de nom.

### Fortín Mercedes

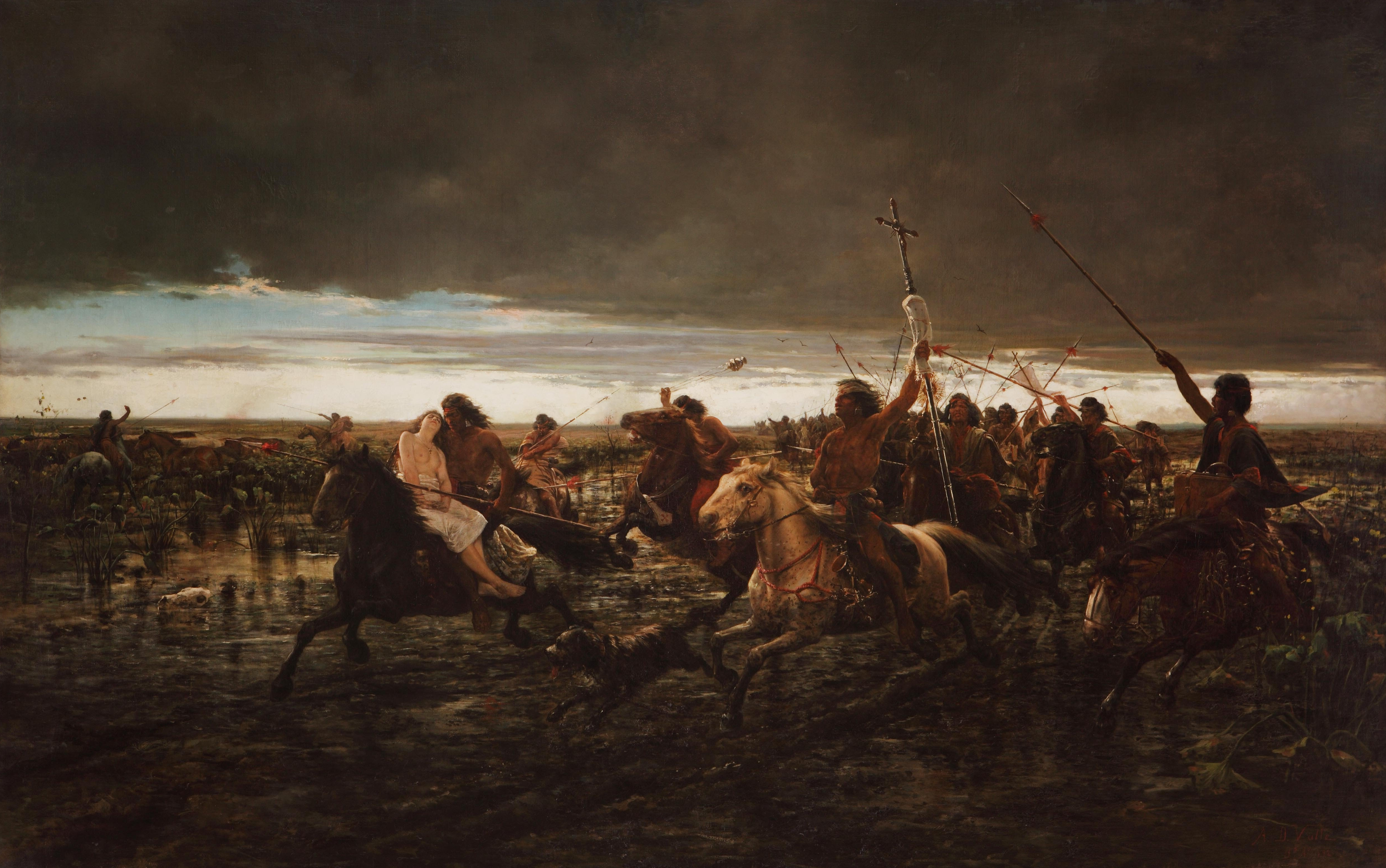
La Vuelta del malón, Ángel Della Valle.

Sur ordre de l'État de Buenos Aires en 1858, le Fortín Colorado - symbole de Rosismo - a dû être déplacé, en raison d'une inondation, sur le site proche de l'actuelle ville de Pedro Luro, qui ne sera rebaptisé Fortín Mercedes qu'en 1875.
En 1861 et 1862, le Franco-Basque Pedro Luro et l'Américain José Arnold commenceront à marquer l'histoire en se lançant dans l'aventure de la colonisation, en commençant par la proche Península Verde, qui se transforme en île à certaines périodes de l'année, puis Luro se dirigera vers les rives du rio Colorado, lorsqu'en 1863 il obtiendra la concession de 375 000 hectares destinés à l'élevage de bétail, qu'il achètera lorsqu'ils seront mis en vente par le gouvernement national,.
Cette dernière a été rendue possible par l'alliance conclue en 1869 entre le gouvernement argentin, représenté par le commandant Luis Piedrabuena, et les six principaux chefs tehuelches non araucanisés du centre et du sud de la Patagonie orientale, dirigés par le plus grand chef patagonien Casimiro Biguá, adoptant ainsi la souveraineté et le drapeau de l'Argentine comme les leurs. En octobre de l'année suivante, Biguá et les siens évitent un raid organisé par les Mapuche Calfucurá sur Carmen de Patagones et les colonies galloises de la basse vallée du fleuve Chubut et du Nuevo Gulf, mais pas celle de Bahía Blanca, où ils finissent par assassiner une demi-centaine de criollos, enlever de nombreux captifs et voler quatre-vingt mille têtes de bétail.
Pendant ce temps, les conflits avec les peuples indigènes se poursuivent, jusqu'en 1879, lorsque Julio A. Roca entame la deuxième campagne du désert avec pour mission de mettre fin aux malones mapuches et aux tribus araucanisées apparentées, et de transformer prétendument ces terres en emporiums de richesse et en peuples florissants.

### Établissements ruraux
Compte tenu du succès de la conquête du Désert, en 1883, des avances commencent à arriver pour la future population. À Fortín Mercedes, le télégraphe a été installé, puis le bureau de poste. Plus tard, en 1887, des missionnaires salésiens sont arrivés dans la région avec l'Évangile et l'éducation. En 1895, le prêtre Pedro Bonacina a fondé la première école entre Bahía Blanca et Carmen de Patagones. Cette école n'était pas seulement un lieu d'enseignement, mais aussi un hôpital, un foyer pour les orphelins et les personnes âgées, et un lieu de rencontre pour les habitants de la zone rurale.
L'arrivée du chemin de fer, en 1912, a permis de transporter des passagers et du bétail, laine, blé, peaux, bois de chauffage, etc. L'ingénieur José Urgoiti aurait fait remarquer à Carlos Luro que gaspiller tant d'eau du Colorado vers la mer et ne pas l'utiliser pour irriguer les champs était un gaspillage. C'est ainsi que ce dernier a commandé un projet d'irrigation dans l'estancia La Elena. Pour leur part, les frères Adolfo et Rufino Luro ont fait don du terrain pour construire la gare et une future ville qui porterait le nom de leur père, Pedro Luro.

### Fondation de la ville
Le 20 novembre 1913, l'exécutif provincial a approuvé les plans et cette date a été considérée comme la fondation officielle de la ville, qui était peuplée de personnes d'origines diverses telles que : basques-français, yougoslaves, allemands de la Volga, hongrois, italiens, espagnols, tchécoslovaques, syriens et libanais, entre autres.
En 1914, la première récolte irriguée de 170 000 kg de graines de luzerne et d'énormes balles d'herbe ont été récoltées.

## Géographie
Pedro Luro est situé à 120 km du port de Bahía Blanca, et à 808 km de la ville de Buenos Aires, la capitale.

## Démographie
La localité compte 17 845 habitants (Indec, 2010), ce qui représente une augmentation conséquente de 89 % par rapport au recensement précédent de 2001 qui comptait 9 494 habitants.

## Tourisme

### Tombe de Ceferino Namuncurá
En mars 1905, Ceferino Namuncurá est à nouveau atteint de tuberculose et est admis à l'hôpital des Frères de San Juan de Dios, où il est soigné par le docteur José Lapponi (médecin des papes Léon XIII et Pie X). Il meurt le 11 mai, à l'âge de 18 ans, accompagné de Giovanni Cagliero. Le lendemain, il est enterré dans le cimetière populaire de Rome (à Campoverano), en présence de quelques salésiens. En 1924, la dépouille de Ceferino Namuncurá a été rapatriée sur ordre du président argentin Marcelo T. de Alvear et transportée dans la chapelle reconstruite de l'ancien Fortín Mercedes.
Le 7 juillet 2007, le pape Benoît XVI a signé le décret déclarant Namuncurá bienheureux. Le pontife a reçu le cardinal José Saraiva Martins, alors préfet de la Congrégation pour les causes des saints, et a autorisé la Congrégation à promulguer une série de décrets, dont celui déclarant bienheureux « le serviteur de Dieu Ceferino Namuncurá ». Le 12 août 2009, ses proches ont transféré ses cendres à la communauté de San Ignacio, dans le département de Huiliches, à 60 km de Junín de los Andes, dans la province de Neuquén, selon le rite de la religion mapuche.

### Río Colorado
Le río Colorado passe à 2 km des localités, le séparant du partido de Patagones. Le passage de ce fleuve est fondamental pour l'économie de la région, puisqu'il irrigue la zone sud de Villarino et la zone nord de Patagones.

## Zone défavorable
On constate un dépeuplement et une grande similitude de caractéristiques avec la région patagonienne, avec ses vastes étendues, les énormes distances entre une localité et une autre, ainsi que la rudesse du climat, surtout en automne et en hiver. Pedro Luro correspond à cette description, les caractéristiques sont les mêmes qu'à Patagones, où les employés publics reçoivent un avantage supplémentaire classé « zone défavorable ». Cette ville ne bénéficie pas de ces avantages car elle est située sur la rive nord du río Colorado et la Patagonie commence sur la rive sud, ce qui a une influence négative sur le développement économique de la région,.

## Religion
| Archidiocèse | Bahía Blanca      |
| ------------ | ----------------- |
| Paroisse     | María Auxiliadora |